# دنقله کهن
دُنقُله کهن (به عربی: دنقلا العجوز) شهری متروکه در سودان در کرانه خاوری رودخانه نیل روبه‌روی وادی الملک است. دنقله از شهرهای مهم نوبه در سده‌های میانه و محل آغاز سفر کاروان‌های به مقصد دارفور و کردفان بود. دنقله از سده چهارم تا سده چهاردهم میلادی پایتخت پادشاهی مَقُره بود.
در جریان سده نوزدهم جمعیت دنقله کهن به محلی در فاصله هشتاد کیلومتری نقل مکان کردند که در سوی دیگر نیل و در پایین‌دست رودخانه قرار دارد و بدین ترتیب شهر دنقله امروزی تشکیل شد.
تیمی از باستان‌شناسان لهستانی از سال ۱۹۶۴ به کاوش در دنقله کهن مشغول بوده‌است.
بازرگانی دُنقُله از طریق سرزمین بربر صورت می‌گرفت، اما در آغاز سده سیزدهم/نوزدهم، جاده دنقله ـ بربر، که صحرای بَیوضه را درمی‌نوردید، خطرناک و کم رفت‌وآمد بود. تجارت با سُواکِن و اَلْتاکه (منطقة اطراف کَسَلای کنونی)، به سبب وجود طوایف راهزن بِجَه و بِشارین، اهمیتی نیافته بود.